# Манасеина, Мария Михайловна
Мария Михайловна Манасеина (девичья фамилия Коркунова, по первому мужу Понятовская, 1841 — 17 марта 1903, Петербург) — русская женщина-врач, один из первопроходцев сомнологии и биохимии.
Дочь академика М. А. Коркунова, сестра правоведа Н. М. Коркунова. Супруга профессора медицины Вячеслава Авксентьевича Манасеина.
Проходила стажировку в Венском политехническом институте у Юлиуса Визнера. В Военно-медицинской академии, в лаборатории И. Р. Тарханова, ставила новаторские эксперименты в области сна и спиртового брожения. Первой пришла к выводу, что дрожжевые клетки не являются обязательным условием алкогольного брожения. (Впоследствии Нобелевскую премию за это открытие получил Э. Бухнер). Автор первой в мире книги о медицинских проблемах сна, которая была переведена на несколько языков Европы.
В официальном списке врачей «Российский медицинский список изданный медицинским департаментом министерства внутренних дел на 1877 год» не числится.
В начале 1860-х гг. деятельно участвовала в радикальных кружках Петербурга. В последние годы несколько раз выступала своими публичными чтениями в Соляном городке, которые были опубликованы.
Похоронена на Новодевичьем кладбище в Санкт-Петербурге.

## Труды
- «О воспитании детей в первые годы жизни» (СПб., 1870; 2 изд., 1874),
- «К учению об алкогольном брожении» (СПб., 1871),
- «Заметка по поводу забытого случая Вардрона» (СПб., 1882),
- «О письме вообще, о зеркальном письме в частности и о роли обоих полушарий большого мозга» (СПб., 1883),
- «О ненормальности мозговой деятельности современного культурного человека» (СПб., 1886),
- «Об усталости» (СПб., 1892),
- «Сон как треть жизни человека, или физиология, патология, гигиена и психология сна» (М., 1888,1892)
- «Основы воспитания с первых лет жизни и до полного окончания университетского образования. Вып. I. Воспитание религиозное» (СПб., 1895).